# Dieter Grob
Dieter Grob (* 21. März 1949 in Zürich) ist ein Schweizer Wirbelsäulenchirurg.

## Leben
Nach Abschluss seines Studiums und seiner Ausbildung als Orthopäde spezialisierte er sich auf Wirbelsäulenchirurgie (Kantonsspital St. Gallen / Schulthess Klinik Zürich). Er war von 1987 bis 2010 Chefarzt der Abteilung für Wirbelsäulen- und Rückenmarkschirurgie, Schulthess Klinik. Grob war Mitbegründer der ersten Spine Unit der Schweiz (Orthopädie, Neurologie, Rheumatologie). Er war von 1999 bis 2010  Professor für Orthopädische Chirurgie Universität Zürich.
Grob war 2007/2008 Präsident der International Society for the Study of the Lumbar Spine (ISSLS), von 2002/2003 der Spine Society of Europe (SSE) und  1997/1999 der Cervical Spine Research Society, European Section (CSRS).
Er war Initiant einer ersten Qualitätskontrolle Wirbelsäulenchirurgie Schweiz (WS-ZH); diese wurde 2002 zu Spine Tango.
Die Publikationsliste aus der NBCI PubMed zeigt einen Überblick zur wissenschaftlichen Tätigkeit von Grob.